# Aanslagen in Aqtöbe in juni 2016
Van 5 tot 10 juni 2016 vonden er in in Aqtöbe in Kazachstan verschillende schietpartijen plaats.

## Achtergrond
Terroristische aanslagen zijn een zeldzaamheid in Kazachstan. De laatste aanslag was een zelfmoordaanslag in 2011. De dalende olieprijzen zorgden echter voor veel sociale onrust, omdat het een belangrijke inkomstenbron voor Kazachstan is. Als alternatieve inkomstenbron wil de Kazachse overheid buitenlandse partijen toestaan om grote stukken land te leasen. Een maand eerder had dat voorstel tot felle protesten geleid in Aqtöbe, een stad in het noorden van Kazachstan met een bevolking van 400.000 inwoners.

## Aanslagen
De groep die de aanslag pleegde bestond uit ten minste zestien personen. Zij overvielen eerst twee wapenwinkels, waarbij een bewaker, een winkelmedewerker en een klant het leven verloren. In een schietpartij met de politie raakten drie agenten gewond, maar kwamen tevens drie aanslagplegers om het leven. De rest van de groep kaapte vervolgens een bus en vielen ramden de poort van een militaire luchtmachtbasis. Vervolgens ontstond er een schietpartij waarbij drie soldaten en een van de aanvallers omkwamen. Zeven van zijn handlangers werden gearresteerd.
In de nacht daaropvolgend werden vijf militanten gedood door de politie en twee anderen gearresteerd. Tijdens de achtervolging zouden meerdere politieagenten het leven hebben verloren. Op 8 juni was er opnieuw een schietpartij in de buurt van een kinderkamp, maar daarbij raakte niemand gewond. Weer twee dagen later doodde de politie in een vuurgevecht opnieuw vijf aanslagplegers.
De Kazachse president Noersoeltan Nazarbajev liet weten in een reactie dat de aanslagplegers werden geïnstrueerd vanuit het buitenland, maar verhelderde die uitspraak niet. Later verklaarden de Kazachse autoriteiten dat het zou gaan om een couppoging van Touchar Toelesjov, een bierbrouwer die sinds januari 2016 vast zat vanwege drugsgebruik. Hij heeft grote belangen in de landbouw en zou sterk benadeeld worden door de nieuwe landleasewet.